# 43 километр
| 40 км · 41 км · 42 км — 43 км — 44 км · 45 км · 46 км |

43 киломе́тр — посёлок в районе имени Лазо Хабаровского края России.
Входит в Оборское сельское поселение. Расположен примерно в 1 км западнее административного центра сельского поселения пос. Обор.

## География
Посёлок 43 километр стоит на левом притоке реки Обор.
Посёлок 43 километр расположен рядом с автомобильной дорогой Владимировка — Сукпай.
Расстояние до автотрассы «Уссури» (в селе Владимировка) около 43 км.
Расстояние до районного центра пос. Переяславка (через Владимировку) около 59 км.

## Население
| 2002 | 2010 | 2011 | 2012 | 2021 |
| ---- | ---- | ---- | ---- | ---- |
| 172  | ↗214 | →214 | →214 | ↗235 |

## Инфраструктура
- В окрестностях посёлка расположены воинские части.
- Рядом с пос. 43 километр проходила ведомственная Оборская железная дорога, в настоящее время разобрана.